# 第74回東京優駿
第74回東京優駿（だい74かいとうきょうゆうしゅん）は、2007年（平成19年）5月27日に東京競馬場で施行された競馬競走である。ウオッカが史上3頭目の牝馬による日本ダービー優勝を果たした。

## レース施行時の状況
同年の牡馬クラシック第1弾である皐月賞はヴィクトリーが優勝した。また前年の阪神ジュベナイルフィリーズ優勝、桜花賞2着のウオッカが、牝馬としては1996年ビワハイジ以来のダービー出走を表明していた。また、武豊がレース直前にアドマイヤオーラの騎手を降板させられる（岩田康誠への乗り替わり、武は代わりにタスカータソルテに騎乗する）という事態が発生し、それまで蜜月だった馬主の近藤利一との決別が噂されるなど、波乱ムードが漂っていた。
レース前の人気は、前走の皐月賞で3着に敗退したとはいえ東京コース全勝で皐月賞でも見事な末脚を見せたフサイチホウオーが1番人気であった。

### トライアルの結果
第14回青葉賞
| 着順 | 競走馬名         | 性齢 | 騎手     | タイム | 着差  |
| ---- | ---------------- | ---- | -------- | ------ | ----- |
| 1    | ヒラボクロイヤル | 牡3  | 武幸四郎 | 2:26.3 |       |
| 2    | トーセンマーチ   | 牡3  | 松岡正海 | 2:26.5 | 1馬身 |
| 3    | フィニステール   | 牡3  | 藤田伸二 | 2:26.5 | クビ  |

プリンシパルステークス
| 着順 | 競走馬名           | 性齢 | 騎手     | タイム | 着差     |
| ---- | ------------------ | ---- | -------- | ------ | -------- |
| 1    | ゴールデンダリア   | 牡3  | 柴田善臣 | 1:59.6 |          |
| 2    | プラテアード       | 牡3  | 北村宏司 | 1:59.9 | 1馬身3/4 |
| 3    | コマンドールクロス | 牡3  | 田中博康 | 2:00.2 | 1馬身3/4 |

### トライアル以外の主な前哨戦の結果
第55回京都新聞杯
| 着順 | 競走馬名           | 性齢 | 騎手       | タイム | 着差 |
| ---- | ------------------ | ---- | ---------- | ------ | ---- |
| 1    | タスカータソルテ   | 牡3  | 岩田康誠   | 2:13.5 |      |
| 2    | ローズプレステージ | 牡3  | 秋山真一郎 | 2:13.6 | 1/2  |
| 3    | サンライズベガ     | 牡3  | 鮫島良太   | 2:13.7 | 1/2  |

## 出走馬と枠順
出典はnetkeiba及びJRAより
| 枠番 | 馬番 | 競走馬名           | 性齢 | 騎手     | オッズ        | 調教師     |
| ---- | ---- | ------------------ | ---- | -------- | ------------- | ---------- |
| 1    | 1    | タスカータソルテ   | 牡3  | 武豊     | 23.7（7人）   | 藤原英昭   |
| 1    | 2    | ゴールドアグリ     | 牡3  | 勝浦正樹 | 135.8（16人） | 戸田博文   |
| 2    | 3    | ウオッカ           | 牝3  | 四位洋文 | 10.5（3人）   | 角居勝彦   |
| 2    | 4    | ゴールデンダリア   | 牡3  | 柴田善臣 | 23.0（6人）   | 二ノ宮敬宇 |
| 3    | 5    | トーセンマーチ     | 牡3  | 内田博幸 | 86.7（15人）  | 萩原清     |
| 3    | 6    | マイネルフォーグ   | 牡3  | 川田将雅 | 200.9（18人） | 宮徹       |
| 4    | 7    | フィニステール     | 牡3  | 藤田伸二 | 53.2（11人）  | 藤原英昭   |
| 4    | 8    | ドリームジャーニー | 牡3  | 蛯名正義 | 32.8（8人）   | 池江泰寿   |
| 5    | 9    | ヒラボクロイヤル   | 牡3  | 武幸四郎 | 21.1（5人）   | 大久保龍志 |
| 5    | 10   | プラテアード       | 牡3  | 北村宏司 | 152.7（17人） | 藤沢和雄   |
| 6    | 11   | ナムラマース       | 牡3  | 藤岡佑介 | 36.3（10人）  | 福島信晴   |
| 6    | 12   | サンツェッペリン   | 牡3  | 松岡正海 | 33.0（9人）   | 斎藤誠     |
| 7    | 13   | ローレルゲレイロ   | 牡3  | 池添謙一 | 79.1（13人）  | 昆貢       |
| 7    | 14   | アドマイヤオーラ   | 牡3  | 岩田康誠 | 12.7（4人）   | 松田博資   |
| 7    | 15   | フサイチホウオー   | 牡3  | 安藤勝己 | 1.6（1人）    | 松田国英   |
| 8    | 16   | アサクサキングス   | 牡3  | 福永祐一 | 84.5（14人）  | 大久保龍志 |
| 8    | 17   | ヴィクトリー       | 牡3  | 田中勝春 | 8.2（2人）    | 音無秀孝   |
| 8    | 18   | フライングアップル | 牡3  | 横山典弘 | 72.0（12人）  | 藤沢和雄   |

## 当日の競馬場模様
日本中央競馬会を監督する農林水産省の長である松岡利勝農林水産大臣（肩書きは当時・競走当日は欠席。翌日死去）の招待を受けて、皇太子徳仁親王が日本では初めて競馬を台覧した（ヨーロッパ留学時代に観戦の経験がある）。競走の前には、東京競馬場に併設されているJRA競馬博物館の特別展も観覧している。
また、正賞である内閣総理大臣賞を授与するために第69回東京優駿以来5年ぶりに、競走時の内閣総理大臣である安倍晋三も来場していた。
表彰式のプレゼンターを務めるためこの年JRAのキャンペーンキャラクターだった織田裕二も来場していた。

## レース結果

### レース展開
レースはアサクサキングスがハナを奪い、有力どころではアドマイヤオーラがやや掛かり気味に前に行ってしまい、予想通りフサイチホウオー、ウオッカは控えた。意外であったのは前で競馬をすると思われた皐月賞馬ヴィクトリーが出遅れて後方からスタートしたことである。しかし、第2コーナーあたりから出遅れたヴィクトリーは先団に取りつこうと前の馬をかわしていった。すると、これに触発されて1番人気のフサイチホウオーがかかってしまい、前の方へと行ってしまう。一方のウオッカは、前方に馬を置くことでかからずに後方で待機することに成功した。
レースはアサクサキングスが先頭のまま進み、直線に入るがヴィクトリーは伸びず、フサイチホウオー、アドマイヤオーラも馬群の外を回ってようやく追い込み態勢にはいるのがやっと。後方待機で自分の競馬に徹していたウオッカは直線の真ん中を突き抜けてゆき、一気に先頭のアサクサキングスをかわしてゴールイン。2着はアサクサキングスが粘って残り、3着には左に右へと斜行しながら、ようやく追い込んできたアドマイヤオーラであった。この斜行が原因か結果かどうかは分からないが、アドマイヤオーラはその後、骨折していることが判明した。一方、1番人気のフサイチホウオーも、同様に斜行したこともあってか伸び切れずに後続にもかわされて7着と敗れた。
優勝騎手である四位洋文は2年前の天覧競馬（第132回天皇賞（秋））に習い、入線後、スタンド前まで来て、馬上から脱帽し、最敬礼を行った。

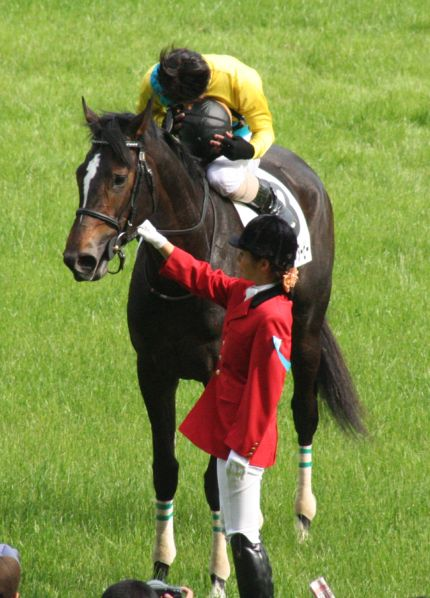
1着入線後、レースを台覧した皇太子に最敬礼する勝利騎手・四位洋文

### レース着順
出典はnetkeiba及びJRAより
| 着順 | 枠番 | 馬番 | 競走馬名           | タイム | 着差     |
| ---- | ---- | ---- | ------------------ | ------ | -------- |
| 1    | 2    | 3    | ウオッカ           | 2:24.5 |          |
| 2    | 8    | 16   | アサクサキングス   | 2:25.0 | 3馬身    |
| 3    | 7    | 14   | アドマイヤオーラ   | 2:25.3 | 1馬身3/4 |
| 4    | 6    | 12   | サンツェッペリン   | 2:25.3 | クビ     |
| 5    | 4    | 8    | ドリームジャーニー | 2:25.4 | 3/4      |
| 6    | 2    | 4    | ゴールデンダリア   | 2:25.5 | クビ     |
| 7    | 7    | 15   | フサイチホウオー   | 2:25.5 | クビ     |
| 8    | 6    | 11   | ナムラマース       | 2:25.6 | クビ     |
| 9    | 8    | 17   | ヴィクトリー       | 2:25.8 | 1馬身1/4 |
| 10   | 8    | 18   | フライングアップル | 2:25.8 | ハナ     |
| 11   | 1    | 1    | タスカータソルテ   | 2:25.8 | アタマ   |
| 12   | 3    | 6    | マイネルフォーグ   | 2:26.0 | 1馬身1/4 |
| 13   | 7    | 13   | ローレルゲレイロ   | 2:26.1 | クビ     |
| 14   | 3    | 5    | トーセンマーチ     | 2:26.1 | ハナ     |
| 15   | 4    | 7    | フィニステール     | 2:26.1 | クビ     |
| 16   | 5    | 9    | ヒラボクロイヤル   | 2:26.1 | ハナ     |
| 17   | 1    | 2    | ゴールドアグリ     | 2:26.1 | ハナ     |
| 18   | 5    | 10   | プラテアード       | 2:27.1 | 6馬身    |

#### データ
| 1000m通過タイム     | 60.5秒（アサクサキングス） |
| 上がり4ハロン       | 46.6秒                     |
| 上がり3ハロン       | 34.4秒                     |
| 優勝馬上がり3ハロン | 33.0秒                     |

### 払戻
| 単勝式 | 3       | 1,050円     |
| 複勝式 | 3       | 420円       |
| 複勝式 | 16      | 2,140円     |
| 複勝式 | 14      | 350円       |
| 枠連   | 2-8     | 1,990円     |
| 馬連   | 3-16    | 54,470円    |
| ワイド | 3-16    | 12,900円    |
| ワイド | 3-14    | 2,000円     |
| ワイド | 14-16   | 15,140円    |
| 馬単   | 3-16    | 97,890円    |
| 3連複  | 3-14-16 | 248,790円   |
| 3連単  | 3-16-14 | 2,155,760円 |

## 達成された記録
- 史上3頭目の牝馬の優勝（戦後初。また優駿牝馬が1953年以後春季開催になって以後も初めてのこと）[2][3]
  - 阪神ジュベナイルフィリーズ勝ち馬によるダービー制覇も、前身の阪神三歳ステークスを制したコダマ・タニノムーティエ以来37年ぶり3頭目
- シンボリルドルフ・トウカイテイオー(第58回)父仔に続く、史上5組目の父仔2代での東京優駿制覇（父娘での2代制覇は史上初）[13]
  - タニノギムレットがダービーを制した翌年に種牡馬入りし、初年度産駒のウオッカが勝利したため、理論上最速となる僅か5年での親子制覇達成となった[14]
- 馬連・馬単において日本ダービー史上最高配当。

## テレビ・ラジオ中継
本レースのテレビ・ラジオ放送の実況担当者
- 日本放送協会（NHK）：白崎義彦[15]
  - パドック実況：福澤浩行
  - 番組司会：刈屋富士雄
  - 解説：白井寿昭（JRA調教師）
- ラジオNIKKEI：佐藤泉
- フジテレビ：塩原恒夫
  - パドック実況：青嶋達也
  - パドック解説：吉田均（競馬エイト・トラックマン）、岡部幸雄（元JRA騎手）
  - 番組司会：福原直英、長野翼（ともに当時フジテレビアナウンサー）
  - スタジオ解説：井崎脩五郎
  - リポーター：鈴木淑子、杉浦美帆、細江純子（元JRA騎手）
  - スタジオゲスト：田中裕二（爆笑問題）